# T. O. Bobe
T. O. Bobe (nume real: Teodor Dobrin, n. 13 februarie 1969, Constanța) este un poet și prozator român, autor de scenarii de film și de televiziune.
Este ginerele lui Gheorghe Florescu, după cum marturisește fiica acestuia, Vali Florescu în postfața Confesiuni[lor] unui cafegiu.

## Carieră
După studii liceale terminate în 1987 la secția de filologie-istorie a Liceului Pedagogic din Constanța, a absolvit în 1995 Facultatea de Litere a Universității din București (secția limba și literatura română – limba și literatura latină). A început cursuri de master în teoria literaturii și literatură comparată, fără însă a le finaliza.  
A fost membru fondator al cenaclului „Central“ al Facultății de Litere din București (alături de Răzvan Rădulescu, Svetlana Cârstean și Cezar Paul-Bădescu) unde își va desfășura activitatea literară între 1992-1994. 
Între 1994-1995 participă, cu mici întreruperi, la întrunirile cenaclului „Litere“ al aceleiași facultăți, condus de poetul Mircea Cărtărescu.  
Între anii 1995 și 2003 a fost secretar literar la Teatrul Mic din București, redactor si scenarist de televiziune.
În anul 2000 a fost bursier la Akademie der Kunste din Berlin, iar în 2003 și 2004 bursier la Akademie Schloss Solitude din Stuttgart. 

## Cărți publicate

### Poezie
A debutat în volumul Tablou de familie ( alături de Mihai Ignat, Sorin Gherguț, Răzvan Rădulescu, Svetlana Cârstean și Cezar Paul-Bădescu).

A publicat un volum de poeme Bucla, reluat si completat cu textele din Tablou de familie sub titlul Centrifuga.

### Proză
A publicat cartea pentru copii Darul lui Moș Crăciun, Humanitas, 2003.

A publicat un prim roman, Cum mi-am petrecut vacanța de vară, Iași, Polirom, 2004 și ,, Contorsionista” în 2011.

### Volume colective
- Cartea cu bunici, coord. de Marius Chivu -  Gabriela Adameșteanu, Radu Afrim, Iulia Alexa, Adriana Babeți, Anamaria Beligan, Adriana Bittel, Ana Blandiana, T. O. Bobe, Lidia Bodea, Emil Brumaru, Alin Buzărin, Alexandru Călinescu, Matei Călinescu, Daniela Chirion, Livius Ciocârlie, Adrian Cioroianu, Alexandru Cizek, Andrei Codrescu, Denisa Comănescu, Radu Cosașu, Dana Deac, Florin Dumitrescu, B. Elvin, Cătălin Dorian Florescu, Filip Florian, Matei Florian, Șerban Foarță, Emilian Galaicu-Păun, Vasile Gârneț, Cristian Geambașu, Dragoș Ghițulete, Cristian Ghinea, Bogdan Ghiu, Stela Giurgeanu, Adela Greceanu, Bogdan Iancu, Nora Iuga, Doina Jela, Alexandra Jivan, Ioan Lăcustă, Florin Lăzărescu, Dan Lungu, Cosmin Manolache, Anca Manolescu, Angela Marinescu, Virgil Mihaiu, Mircea Mihăieș, Călin-Andrei Mihăilescu, Dan C. Mihăilescu, Vintilă Mihăilescu, Ruxandra Mihăilă, Lucian Mîndruță, Adriana Mocca, Cristina Modreanu, Ioan T. Morar, Ioana Morpurgo, Radu Naum, Ioana Nicolaie, Tudor Octavian, Andrei Oișteanu, Radu Paraschivescu, Horia-Roman Patapievici, Dora Pavel, Irina Petraș, Cipriana Petre, Răzvan Petrescu, Marta Petreu, Andrei Pleșu, Ioan Es. Pop, Adina Popescu, Simona Popescu, Radu Pavel Gheo, Tania Radu, Antoaneta Ralian, Ana Maria Sandu, Mircea-Horia Simionescu, Sorin Stoica, Alex Leo Șerban, Robert Șerban, Tia Șerbănescu, Cătălin Ștefănescu, Pavel Șușară, Iulian Tănase, Antoaneta Tănăsescu, Cristian Teodorescu, Lucian Dan Teodorovici, Călin Torsan, Traian Ungureanu, Constanța Vintilă-Ghițulescu, Ciprian Voicilă, Sever Voinescu; Ed. Humanitas, 2007;

## Filmografie (scenarist)
- 1. "În familie" (1 episod, 2002)

- Episodul #1.16 (2002)
- 2. "Ministerul comediei" (3 episoade, 1999)

- Episodul #1.6 (1999)
- Episodul #1.4 (1999)
- Furtuna (1999)
- 3. "Prețul corect" (1997) serial de televiziune
- 4. "Riști și cîștigi" (1997) serial de televiziune
- 5. "Roata norocului" (1997) serial de televiziune

## Premii și nominalizări
Tablou de familie a primit premiul pentru debut al revistei Tomis, iar Bucla a primit Premiul Național Mihai Eminescu pentru debut în poezie  Arhivat în 6 decembrie 2014, la Wayback Machine.. Ambele cărți au fost nominalizate la premiile ASPRO. Cartea Darul lui Moș Crăciun a fost nominalizată la premiile AER.

## Cărți traduse
- Zentrifuge, Traducere Eva Wemme, Ed. Merz & Solitude, Stuttgart, 2004